# Why the Sheriff is a Bachelor (film, 1911)
 (août 2025).
Pour plus de détails, voir Fiche technique et Distribution.
Why the Sheriff is a Bachelor est un film muet américain réalisé par Joseph A. Golden et Tom Mix et sorti en 1911.

## Fiche technique
- Réalisation : Joseph A. Golden, Tom Mix
- Scénario : Joseph A. Golden, Tom Mix (d'après son histoire)
- Production : William Selig
- Pays d’origine :  États-Unis
- Langue originale : film muet
- Format : noir et blanc — 35 mm — 1,33:1 — muet
- Genre : Western
- Durée : 10–11 minutes (1 bobine de 300 mètres)
- Date de sortie :  États-Unis : 24 octobre 1911

## Distribution
- Tom Mix : Joe Davis
- Myrtle Stedman : Alice Craig
- Thomas Carrigan : Billy Craig
- Otis Thayer : Levi Cohen
- William Duncan : Dorley
- George Hooker : Mex
- Olive Mix : Shorty
- George Allaine : Benistein
- Goldie Colwell
- Leo D. Maloney
- Roy Watson